# Литохори (дем Аграфа)
Литохори (на гръцки: Λιθοχώρι, до 1928 г. Βελτσίστα, Велциста) е пръснато село в дем Аграфа, Евритания, Гърция. Основната махала е Платания, около която са разположени по-малките Панагия, Валемика, Андрияс, Карагуника, Толми и Балтенизи.
Според преброяването от 2011 година Литохори има постоянно население от 206 души.